# 海氏陶樂鯰
海氏陶樂鯰，為輻鰭魚綱鯰形目鼬鯰科的其中一種，為熱帶淡水魚，分布於南美洲亞馬遜河下游流域，棲息在底層水域，生活習性不明。

## 扩展阅读
維基物種上的相關：海氏陶樂鯰